# Pfarrkirche Feistritz an der Gail

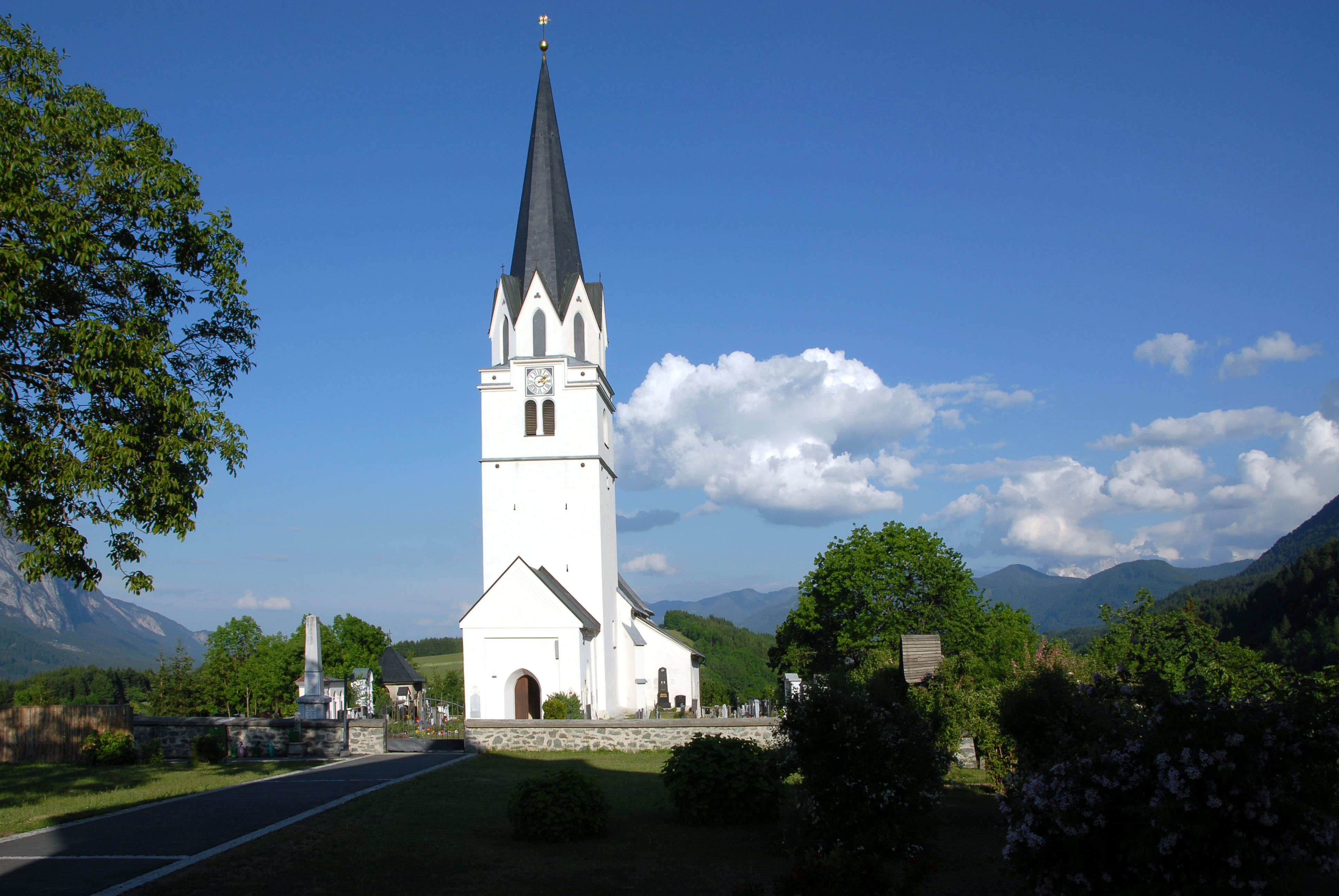
Katholische Pfarrkirche hl. Martin in Feistritz an der Gail

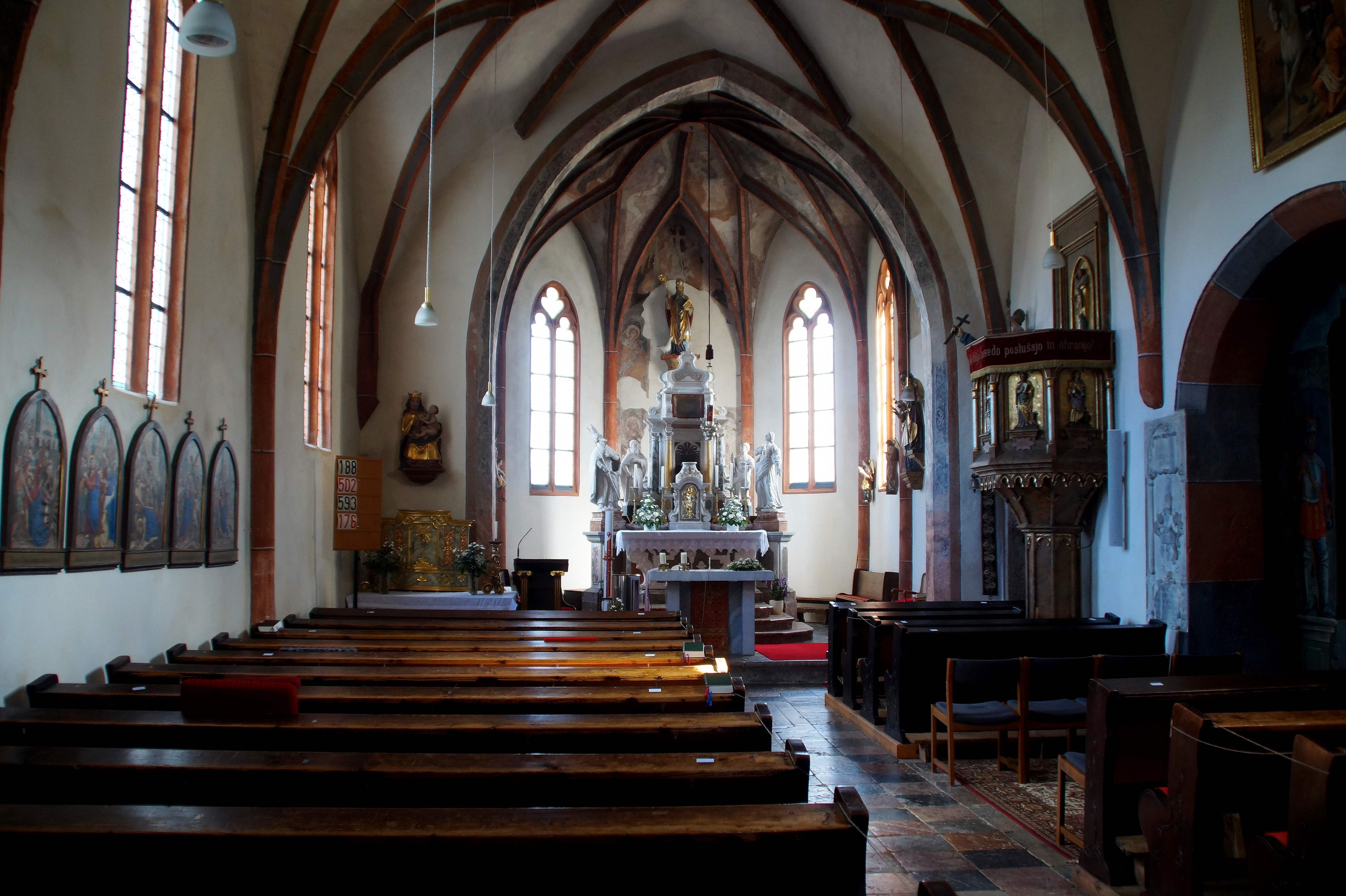
Katholische Pfarrkirche hl. Martin in Feistritz an der Gail

Die Pfarrkirche Feistritz an der Gail steht etwas erhöht in der Gemeinde Feistritz an der Gail im Bezirk Villach-Land in Kärnten. Die auf das Patrozinium Martin von Tours geweihte römisch-katholische Pfarrkirche gehört zum Dekanat Hermagor/Šmohor in der Diözese Gurk-Klagenfurt. Die Kirche und der Friedhof stehen unter Denkmalschutz (Listeneintrag).

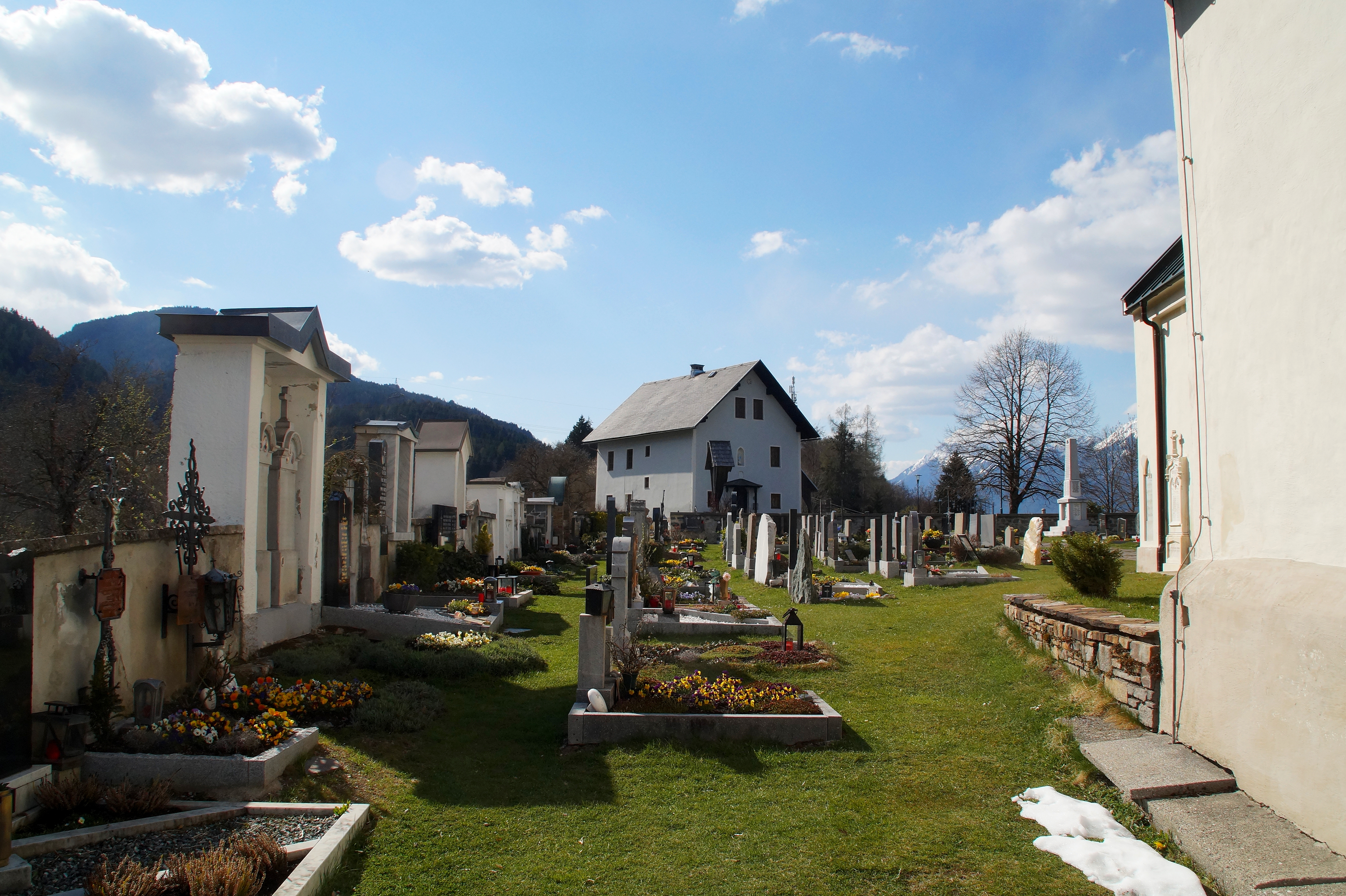
Friedhof rund um die Kirche

## Geschichte
Eine capella S. Martini wurde vor 1182 vom Patriarchen von Aquileja dem Kloster Mosach (Moggio Udinese) in Friaul einverleibt. Die Kapelle/Kirche stand anfangs wohl unten im Dorf, wurde bei einem Hochwasser beschädigt und danach oben auf einem Felsen, wo angeblich davor eine Burg Scharfenstein stand, neu aufgebaut. Seit 1424 besteht eine Pfarre.
Der heutige Kirchenbau einer stattlichen spätgotischen Anlage wurde in der ersten Hälfte des 15. Jahrhunderts erbaut. 1963 wurde im Westen die neugotische Vorhalle durch eine neue Vorhalle ersetzt. 1972 und 1994 waren Restaurierungen, 1999 wurde die Südkapelle restauriert.

## Architektur
Der mächtige Westturm, ein ehemaliger Wehrturm, wurde 1885 nach einem Brand im oberen Bereich erneuert, das Glockengeschoß mit Zwillingsfenstern hat eine Rahmung mit Gesimsen, das Obergeschoß ist achteckig, der vorherige barocke Glockenhelm wurde durch einen Spitzhelm mit acht steilen Giebeln ersetzt. 1994 wurde der Turm neu eingedeckt. Im Westen vor dem Turm steht eine neue, geschlossene Vorhalle. Das Westportal besitzt ein reich profiliertes, trichterförmiges Spitzbogenportal mit einer kreuzblumenverzierten Kielbogenbekrönung, das Portal trägt seitlich über einer Blattwerkkonsole und einer dreiköpfigen Konsole Filialen und trägt über dem Scheitel eine Tartsche des Meisters Andrä Kanich mit der Nennung 1520.
Das Langhaus hat nördlich einfach abgetreppte Strebepfeiler, die zwei Endpfeiler sind übereck gestellt. Nördlich und auch südlich sind drei Spitzbogenfenster, je zwei davon sind zweiteilige Lanzettfenster mit Maßwerk und neu verglast, und eins ist zur Hälfte vermauert und nicht unterteilt.
Der eingezogene Chor hat zweifach abgetreppte Strebepfeiler und hat im Schluss vier zweigeteilte Lanzettfenster mit Maßwerk und neu verglast. Die Orgel aus 1890 stammt von Franz Grafenauer.
Das Kircheninnere zeigt ein dreijochiges Langhaus mit einem Sternrippengewölbe auf halbrunden Vorlagen. Das westliche schmälere Eingangsjoch unter dem Turm ist zum Langhaus wohl mit einer Empore über zwei Geschoße geöffnet. Südlich im östlichen Joch ist ein barockes Sakristeiportal, im mittigen Joch ist eine rundbogige abgefaste Öffnung in die Kapelle. Die Kapelle ist längsrechteckig und hat ein einfaches Kreuzrippengewölbe. Das Langhaus ist gegenüber dem Chor leicht nach Norden verschoben und mit einem spitzbogigen abgefasten Triumphbogen zum Chor geöffnet. Der eingezogene einjochige Chor hat einen Fünfachtelschluss und ein Sternrippengewölbe auf halbrunden Vorlagen und runde Schlusssteine.